# Lewis Dobbin
Lewis Dobbin (Stoke-on-Trent, 3 de enero de 2003) es un futbolista británico que juega en la demarcación de delantero para el Aston Villa F. C. de la Premier League.

## Biografía
Empezó a formarse como futbolista en la cantera del Everton F. C. Después de siete temporadas en las categorías inferiores del club, finalmente debutó con el primer equipo el 25 de septiembre de 2021 en un encuentro de la Premier League contra el Norwich City F. C., partido que finalizó con un marcador de 2-0 tras los goles de Andros Townsend y Abdoulaye Doucouré. Jugó otros cuatro partidos durante la temporada, y al inicio de la siguiente fue cedido al Derby County F. C. Después de este préstamo volvió a Liverpool, llegó a marcar su primer gol en la Premier League frente al Chelsea F. C. y en junio de 2024 se marchó definitivamente al ser traspasado al Aston Villa F. C., club que en agosto lo cedió al West Bromwich Albion F. C. Disputó 17 partidos de la EFL Championship en la primera parte de la temporada y en enero fue cancelada la cesión para terminarla en el Norwich City F. C.

## Clubes
| Club                                | País       | Año       | Partidos | Goles |
| ----------------------------------- | ---------- | --------- | -------- | ----- |
| Everton F. C.                       | Inglaterra | 2021-2022 | 5        | 0     |
| Derby County F. C. (cedido)         | Inglaterra | 2022-2023 | 54       | 5     |
| Everton F. C.                       | Inglaterra | 2023-2024 | 15       | 1     |
| Aston Villa F. C.                   | Inglaterra | 2024      | 0        | 0     |
| West Bromwich Albion F. C. (cedido) | Inglaterra | 2024-2025 | 18       | 0     |
| Norwich City F. C. (cedido)         | Inglaterra | 2025      | 11       | 2     |
| Aston Villa F. C.                   | Inglaterra | 2025-     |          |       |